# Mary Wayte
Mary Wayte (Estados Unidos, 25 de marzo de 1965) es una nadadora estadounidense retirada especializada en pruebas de estilo libre, donde consiguió ser campeona olímpica en 1984 en los 200 metros y 4 x 100 metros.

## Carrera deportiva
En los Juegos Olímpicos de Los Ángeles 1984 ganó la medalla de oro en los 200 metros libre, con un tiempo de 1:59.23 segundos, por delante de su compatriota Cynthia Woodhead y la neerlandesa Annemarie Verstappen— y en los relevos de 4 x 100 metros libre, con un tiempo de 3:43.43 segundos, por delante de Países Bajos y Alemania Occidental.
Cuatro años después, en las Olimpiadas de Seúl 1988 ganó la plata en los relevos de 4 x 100 metros estilos, con un tiempo de 4:07.90 segundos, tras Alemania del Este y por delante de Canadá; y bronce en los 4 x 100 metros libre, tras Países Bajos y Alemania del Este.